# Aloisia Steiner
Aloisia Steiner (* 1. August 1870 in Tartsch, Vinschgau; † 25. Februar 1921 in Säben) war eine Benediktinerin und Äbtissin des Klosters zum Hl. Kreuz in Säben in Südtirol.
Steiner wurde am 27. Juli 1893 eingekleidet, ihre Profess legte sie am 2. August 1894 ab und am 6. Mai 1910 wurde sie zu Äbtissin gewählt. Die Benediktion erhielt sie am 24. Mai 1910. Nach dem Ersten Weltkrieg fiel das Kloster mit Südtirol an Italien. Schwester Aloisia starb an Tuberkulose.